# 中央电工器材厂一厂旧址
中央电工器材厂一厂旧址位于中华人民共和国云南省昆明市西山区马街街道春雨路615号原昆明电缆厂厂区内，属于全国重点文物保护单位。
中央电工器材厂是1936年国民政府资源委员会创办的大型工厂之一，原址选在湖南湘潭。抗日战争爆发后，工厂总部和第一、第四分厂于1938年迁到昆明马街。第一厂于1939年7月建成投产生产出中国第一根裸铜导线（电缆雏形），开创了中国独立生产电线电缆的历史，被誉为“中国电线电缆工业的摇篮”。抗战时期工厂共生产各类电线电缆4330吨，承担了几乎战时电线电缆的全部供应。
旧址现存主体建筑系八栋斜坡顶建筑连接组成的大型钢筋混凝土框架结构的单层工业厂房，是当时国内最大的装配式钢排架、现浇钢筋混凝土三角形和梯形房架结构的单层厂房。厂房建筑由英国绝缘电缆有限公司工程师布莱克设计，整个建筑坐北朝南，长79米，宽61.5米，高8.52米，建筑面积4866平方米，车间内还保存有1942年日机轰炸时留下的痕迹。
中央电工器材厂一厂旧址于2014年9月公布为昆明市级文物保护单位，2019年2月被云南省人民政府公布为省级文物保护单位，同年入选第八批全国重点文物保护单位。
旧址厂房所属单位昆明电缆厂于2019年开始整体搬迁，一厂旧址计划进行修缮后打造成为一个工业主题博物馆，或者集文创展示、体验为一体的创意园区。目前旧址建筑年久失修，不具备向公众开放的条件。